# Edgar William Cox
Edgar William Cox (né le 9 mai 1882 à Islington, mort le 26 août 1918 à Berck et enterré au cimetière militaire d'Étaples) est un militaire britannique.
Pendant la Première Guerre mondiale, il est officier d'état-major.

## Distinctions
- Officier de l'Ordre de la Couronne (Belgique) ;
- Officier de l'Ordre des Saints-Maurice-et-Lazare.